# Nikolai Jakowlewitsch Afanassjew

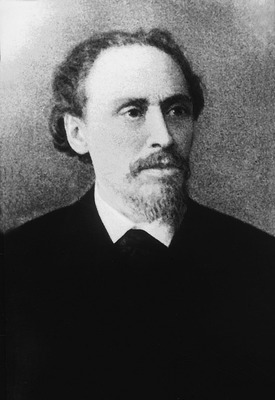
Nikolai Jakowlewitsch Afanassjew

Nikolai Jakowlewitsch Afanassjew (russisch Николай Яковлевич Афанасьев, wiss. Transliteration Nikolaj Jakovlevič Afanas'ev; * 31. Dezember 1820jul. / 12. Januar 1821greg. in Tobolsk; † 22. Maijul. / 3. Juni 1898greg. in Sankt Petersburg) war ein russischer Violinvirtuose und Komponist.

## Leben
Afanassjew war 1838 bis 1841 Violinist am Bolschoi-Theater in Moskau und bis 1846 Opernkapellmeister in Wiska. Ab 1851 war er Kapellmeister der Italienischen Oper in Sankt Petersburg, ab 1853 Klavierlehrer am Smolny-Institut.
Afanassjew gab die erste große Sammlung russischer Volksmusik heraus. Er komponierte mehrere Opern, eine Kantate, 6 Sinfonien, 9 Violinkonzerte, zahlreiche Stücke für Violine und Klavier, 12 Streichquartette und weitere  Kammermusik, Klavierstücke und Lieder.

## Werke
- Ammalat-bek, Oper (1870)
- Stenka Rasin, Oper
- Der Schmied Vakula, Oper nach Nikolai Gogol (1875)
- Taras Bulba, Oper nach Gogol
- Kalevig, Oper